# Andris Keišs
Andris Keišs (n. 26 noiembrie 1974, Elgava, Republica Sovietică Socialistă Letonă, URSS) este un actor de teatru și film leton, care joacă la Teatrul Nou din Riga și apare adesea în filme și seriale de televiziune.

## Biografie
A absolvit cursurile Școlii secundare nr. 4⁠(d) din Jelgava în 1993 și cursurile de actorie de teatru ale Academiei Letone de Cultură⁠(d) în 1997. A jucat primul său rol într-un teatru profesionist în 1996.
După absolvirea studiilor în 1997, a fost angajat ca actor la Teatrul Nou din Riga, unde a jucat cu mare succes în spectacole regizate de Alvis Hermanis⁠(d) și Māra Ķimele⁠(d). A interpretat roluri în piese clasice și moderne reprezentate pe scena Teatrului Nou din Riga, printre care Marat în Bietul meu Marat (1997), Osip în Revizorul (2002), Fiodor Protasov în Cadavrul viu (2008), Ilîn în Cinci seri⁠(d) (2009), Othello⁠(d) în Othello (2010), Astrov în Unchiul Vania (2010), Svidrigailov⁠(d) în Crimă și pedeapsă (2012), Stanley Kowalski⁠(d) în Un tramvai numit dorință (2013), Ostap Bender⁠(d) în Douăsprezece scaune (2014), Piotr în Puterea întunericului⁠(d) (2015), Vīlers în Linda Vista (2018, nominalizare la premiul Spēlmaņu nakts pentru cel mai bun actor al anului) etc. A interpretat, de asemenea, roluri în mai multe filme de cinema și seriale de televiziune.
A obținut mai multe premii ca actor de teatru: două premii Spēlmaņu nakts⁠(d) pentru cel mai bun actor al anului⁠(d) pentru rolurile din piesele Latviešu stāsti, O lună la țară⁠(d) (Mihailo Rakitin) și Līze Luīze (Stefans) (2005⁠(d)) și pentru rolul Othello⁠(d) din piesa Othello (2011⁠(d)). De asemenea, a câștigat premii pentru cel mai bun actor de cinema la festivalul de film „Lielais Kristaps”⁠(d) pentru filmele Kāzas⁠(d) (2000), Seržanta Lapiņa atgriešanās⁠(d) (2012) și Pa-Pa (2015).
Andris Keišs a fost decorat pentru merite deosebite în anul 2015 cu Ordinul celor Trei Stele⁠(d) (cea mai înaltă decorație de stat a Letoniei), clasa a IV-a. A primit în 2017 premiul Harijas Liepins.
S-a căsătorit în anul 2005 cu cântăreața de operă Kristīne Zadovska (n. 1969), cu care are doi copii: gemenii Adams și Magdalena (născuți în 2007).

## Activitatea teatrală (selecție)
- Aleksei Arbuzov: Bietul meu Marat — Marat
- Bertolt Brecht: Omul cel bun din Seciuan — Yang Sun
- Anton Cehov: Unchiul Vania — Astrov
- Feodor Dostoievski: Crimă și pedeapsă — Svidrigailov
- Feodor Dostoievski: Frații Karamazov — Smerdeakov
- Feodor Dostoievski: Idiotul — Ardalion Ivolghin
- Feodor Dostoievski: Însemnări din subterană — coleg de școală
- Mircea Eliade: Domnișoara Christina — Egor
- Mircea Eliade: Șarpele — Manuilă
- Euripide: Medeea — Iason
- Nikolai Gogol: Revizorul — Osip, servitorul lui Hlestakov
- Ivan Goncearov: Oblomov — Ștolț
- Henrik Ibsen: Un dușman al poporului — Peter Stockmann
- Ilf și Petrov: Douăsprezece scaune — Ostap Bender
- Franz Kafka: Procesul — avocatul / judecătorul de instrucție / denunțătorul
- Platon: Banchetul — Alcibiade
- Aleksandr Pușkin: Regina de pică — Cekalinski
- Aleksandr Pușkin: Oaspetele de piatră — monahul
- Aleksandr Pușkin: Ospăț în timp de ciumă — președintele
- J.D. Salinger: De veghe în lanul de secară — Stradlater
- William Shakespeare: Cymbeline — Iachimo
- William Shakespeare: Othello — Othello
- Stendhal: Despre dragoste — model
- Tom Stoppard: Arcadia — Richard Noakes
- Aleksei Tolstoi: Aventurile lui Buratino — pudelul Artemon
- Lev Tolstoi: Cadavrul viu — Fiodor Protasov
- Lev Tolstoi: Puterea întunericului⁠(d) — Piotr
- Ivan Turgheniev: O lună la țară⁠(d) — Mihail Rakitin
- Aleksandr Vampilov: Anecdote provinciale — Kaloșin / Homutov
- Aleksandr Vampilov: Fiul cel mare — Busîghin
- Aleksandr Volodin: Cinci seri — Ilîn
- Tennessee Williams: Un tramvai numit dorință — Stanley Kowalski

## Filmografie

### Filme de cinema și de televiziune
| An   | Film                              | Rol                           | Observații |
| ---- | --------------------------------- | ----------------------------- | --- |
| 1997 | Vienas vasaras zieds              | Vilis                         | rol secundar |
| 1999 | Jaunsaimnieks un velns            |                               | rol secundar |
| 2000 | Kāzas⁠(d)                          | Juris                         | scurtmetraj |
| 2001 | Pa ceļam aizejot⁠(d)               | Vilnis                        | |
| 2005 | Krišana⁠(d)                        | soțul Alīnei                  | |
| 2007 | Rīgas sargi⁠(d)                    | Ernests Savickis              | |
| 2008 | Vienīgā fotogrāfija⁠(d)            | Vilis Rīdzenieks⁠(d)           | |
| 2009 | Medības⁠(d)                        | Gints                         | |
| 2009 | Selekcija⁠(d)                      |                               | |
| 2009 | Bermontiāda⁠(d)                    |                               | |
| 2010 | Rūdolfa mantojums⁠(d)              |                               | |
| 2010 | Seržanta Lapiņa atgriešanās⁠(d)    | Krists Lapiņš                 | |
| 2010 | Latvian rose                      |                               | minifilm |
| 2011 | Kolka Cool                        | Gvido                         | |
| 2012 | Vientuļā sala⁠(d)                  |                               | |
| 2015 | Ausma⁠(d)                          |                               | |
| 2015 | Zudušo draugu meklējot            |                               | scurtmetraj |
| 2015 | Pa-Pa                             | Papus                         | scurtmetraj |
| 2016 | Gūtenmorgens un Vienciems         | Gūtenmorgens                  | film LTV |
| 2017 | Tas, ko viņi neredz⁠(d)            | doctorul Kaufmanis            | |
| 2017 | Maģiskais kimono⁠(d)               | directorul televiziunii       | |
| 2017 | Nemīlestība⁠(d) (Нелюбовь)         | omul de afaceri Antons        | film rusesc (regizor Andrei Zviaghințev); a fost nominalizat la Premiul Oscar și a câștigat Premiul César pentru cel mai bun film străin. |
| 2018 | Nameja gredzens⁠(d)                | Ūlups                         | |
| 2018 | Homo novus⁠(d)                     | Salutaurs                     | |
| 2019 | Cita veida klusums (Tiché doteky) | Karls                         | film ceh |
| 2019 | 24h saullēkts                     | Mārtiņš                       | (film încă în lucru) |
| 2019 | Jelgava 94⁠(d)                     | profesorul de educație fizică | |
| 2019 | Nekas mūs neapturēs               | Ralfs                         | |
| 2022 | Ūdens garša                       | Aldis                         | |

### Seriale de televiziune
| An        | Serial               | Rol            | Observații                     |
| --------- | -------------------- | -------------- | ------------------------------ |
| 2001      | Saldā indes garša⁠(d) | Vītols         | miniserial TV; rol secundar    |
| 2002      | Inspektors Grauds⁠(d) | Edgars Grauds  | miniserial TV; rol principal   |
| 2007      | Neprāta cena⁠(d)      | Raimonds       | rol principal; 165 de episoade |
| 2011      | Zabytyy              | Sukharevs      | rol principal; serial rusesc   |
| 2015—2016 | Sîn⁠(d)               |                | rol principal; serial rusesc   |
| 2016      | Māja pie ezera⁠(d)    | Kārlis Tērauds |                                |